# Аносово (Большеболдинський район)
Аносово (рос. Аносово) — село в Большеболдинському районі Нижньогородської області Російської Федерації.
Населення становить 261 особу. Входить до складу муніципального утворення Большеболдинська сільрада.

## Історія
Від 2009 року входить до складу муніципального утворення Большеболдинська сільрада.

## Населення
| 1999 | 2002 | 2010 |
| ---- | ---- | ---- |
| 355  | ↘303 | ↘261 |